# Kunstfreiheit

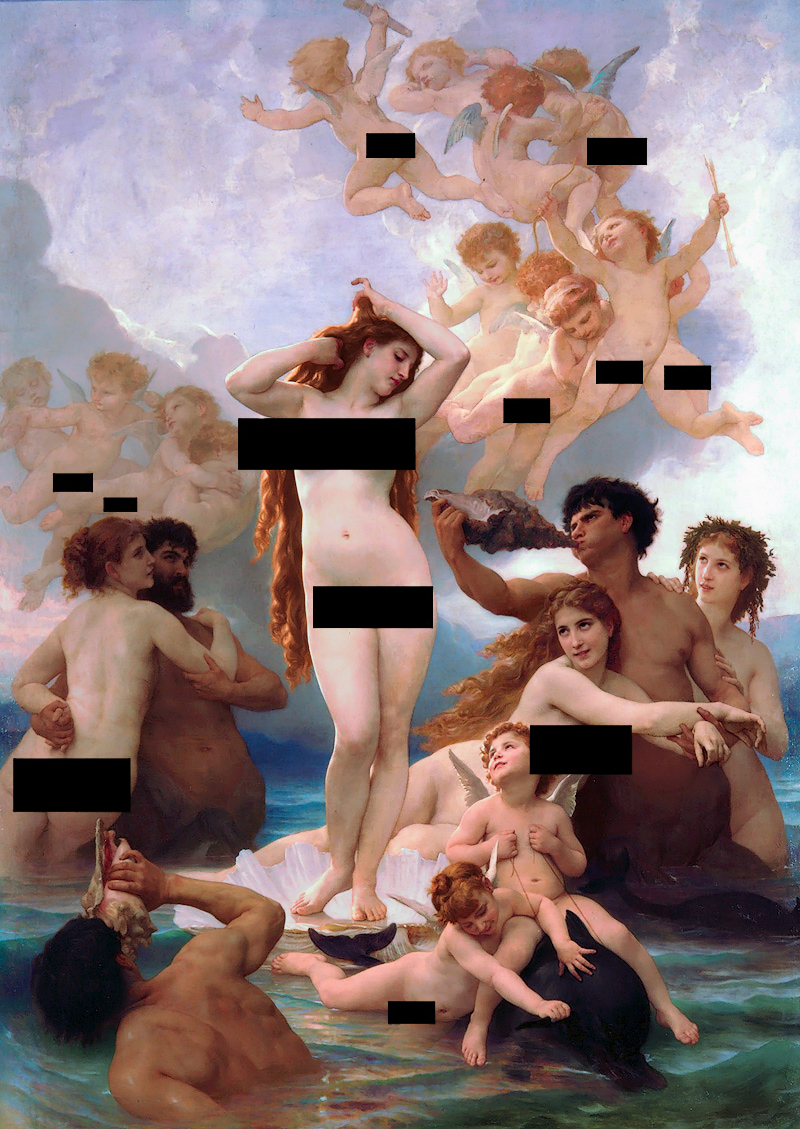
Zensierte Version der Geburt der Venus, 1879 von Bouguereau

Die Kunstfreiheit (englisch artistic freedom) ist ein gesetzlich garantiertes Grundrecht, das dem Schutz künstlerischer Ausdrucksformen dient. Anders als bei der künstlerischen Freiheit geht es dabei nicht um die Form des Ausdrucks durch Farbgebung und Perspektive, sondern um inhaltliche Aspekte.
Nur ein Teil der Staaten garantiert seinen Kunstschaffenden Kunstfreiheit. In einigen Ländern unterliegt auch die Kunst einer strengeren Zensur, so sind Werke, in denen Gesellschaftskritik, oder Kritik am politischen Kurs der Regierung geübt werden, nicht überall gestattet.
Die aktuelle politische Situation kann sich dabei direkt auf die Kunstfreiheit auswirken, insbesondere, wenn die Regierung gezielt Propaganda betreibt und parallel die Meinungsfreiheit beschneidet.

## Definitionen und Abgrenzung
Im deutschen Sprachgebrauch sowie in den Medien findet oft keine formelle Abgrenzung zum Begriff Künstlerische Freiheit mehr statt.
Aus Sicht der UNESCO beinhaltet die Kunstfreiheit (artistic freedom) folgende Aspekte:
- das Recht ohne Zensur oder Bedrohung künstlerisch tätig zu sein
- das Recht die eigene Kunst anzupreisen, zu verbreiten und zu verkaufen
- das Recht den Wohnort frei zu wählen
- Vereinigungsfreiheit
- Schutz der sozialen und wirtschaftlichen Rechte (gemäß des Internationalen Paktes über wirtschaftliche, soziale und kulturelle Rechte)
- Recht auf Partizipation am kulturellen Leben

In Deutschland geht die Kunstfreiheit der Meinungsfreiheit aus Art. 5 Absatz 1 GG als lex specialis vor, sofern die Meinung auf künstlerische Weise geäußert wird. Ein Spezialitätsverhältnis besteht ebenfalls zur Allgemeinen Handlungsfreiheit aus Art. 2 Absatz 1 GG. Sofern ein Kunstwerk einen sakralen Hintergrund besitzt, besteht Idealkonkurrenz zur Religionsfreiheit aus Art. 4 GG.
Laut Bundesverfassungsgericht ist Kunst der „Ausdruck schöpferischen Gestaltens“, durch den der Künstler oder die Künstlerin Erlebnisse, Eindrücke, Meinungen zum Ausdruck bringt. Kunst kann nur dann beschränkt werden, wenn andere Grundrechte, wie Persönlichkeitsrechte, einschließlich des Rechtes auf körperliche Unversehrtheit oder Bestimmungen zum Jugendschutz dem entgegenstehen.

## Rechtslage und politische Situation in ausgewählten Staaten

### Deutschland

Symbolbild – Die Kunst ist frei. Verteidigen wir Sie! – Plakat in Dresden

In Deutschland ist das Recht zur Kunstfreiheit, in Art. 5 Absatz 3 Satz 1 des Grundgesetzes (GG) verankert.
Das Bundesverfassungsgericht zählt die Kunstfreiheit zu den Kommunikationsgrundrechten und erachtet es daher als wesentlich für die demokratische Grundordnung.
Im deutschen Verfassungsgefüge findet die Kunstfreiheit ihre Schranken lediglich im Jugendschutz, im Schutz der Persönlichkeitsrechte sowie in bestimmten Meldevorschriften der allgemeinen Gesetzgebung.
Der Wortlaut des Grundrechts lautet seit Inkrafttreten des Grundgesetzes wie folgt:

„(1) Jeder hat das Recht, seine Meinung in Wort, Schrift und Bild frei zu äußern und zu verbreiten und sich aus allgemein zugänglichen Quellen ungehindert zu unterrichten. Die Pressefreiheit und die Freiheit der Berichterstattung durch Rundfunk und Film werden gewährleistet. Eine Zensur findet nicht statt.

(2) Diese Rechte finden ihre Schranken in den Vorschriften der allgemeinen Gesetze, den gesetzlichen Bestimmungen zum Schutze der Jugend und in dem Recht der persönlichen Ehre.

(3) Kunst und Wissenschaft, Forschung und Lehre sind frei. Die Freiheit der Lehre entbindet nicht von der Treue zur Verfassung.“

Demgegenüber unterliegt gemäß aktueller Vorschriften der Bundesgesetzgebung, die Freiheit der Kunst in Deutschland maßgeblichen Einschränkungen. Deren Urheber müssen sich nämlich in Bezug auf öffentliche Darbietungsmöglichkeiten, auch ohne Vertragsabschluss einem fremdbestimmten Wahrnehmungs-Zwangsverhältnis gegenüber der für die jeweilige Kunstgattung behördlich zugelassenen Verwertungsgesellschaft unterwerfen, wonach Kunstdarbietungen immer von deren Einwilligung abhängig sind. Das Zwangsverhältnis ist solange wirksam, bis der betroffene Künstler von sich aus ein Widerspruchsverfahren unter Preisgabe seiner Identität als Künstler sowie dessen persönlicher Werkdaten über sich ergehen lassen muss.
Die selbstbestimmte Darbietung von Werken der Kunst, deren Schöpfer sich also den Maßgaben fremdbestimmten Freiheitsentzug dieser Gesetzgebung nicht unterwerfen wollen, stellt in Deutschland somit derzeit einen Rechtsverstoß dar. Die Freiheit ist also auf das private Umfeld beschränkt.

### USA
In den USA wird insbesondere die Darstellung von Nacktheit vom dortigen Jugendschutz als problematisch bzw. Pornografie betrachtet, was sich einschränkend auf die Kunstfreiheit auswirkt. Der Glaube, es würde sich ungünstig auf die Entwicklung von Kindern und Jugendlichen auswirken, wenn sie die Darstellung nackter Körper betrachten würden, ist dabei in einigen Regionen so prägend, dass selbst Studierende, die sich mit dem Thema auseinandersetzen, es kaum wagen, diesen Standpunkt zu hinterfragen.
Rechtliche Folgen der staatlich verordneten Prüderie bekam unter anderem eine Schulleiterin zu spüren, die ihren Schülern im Kunstunterricht in Florida, den David von Michelangelo unverhüllt gezeigt hatte. Sie wurde mit der Begründung, sie habe „pornografisches Unterrichtsmaterial“ verwendet, 2023 von der Schulbehörde entlassen.

### China

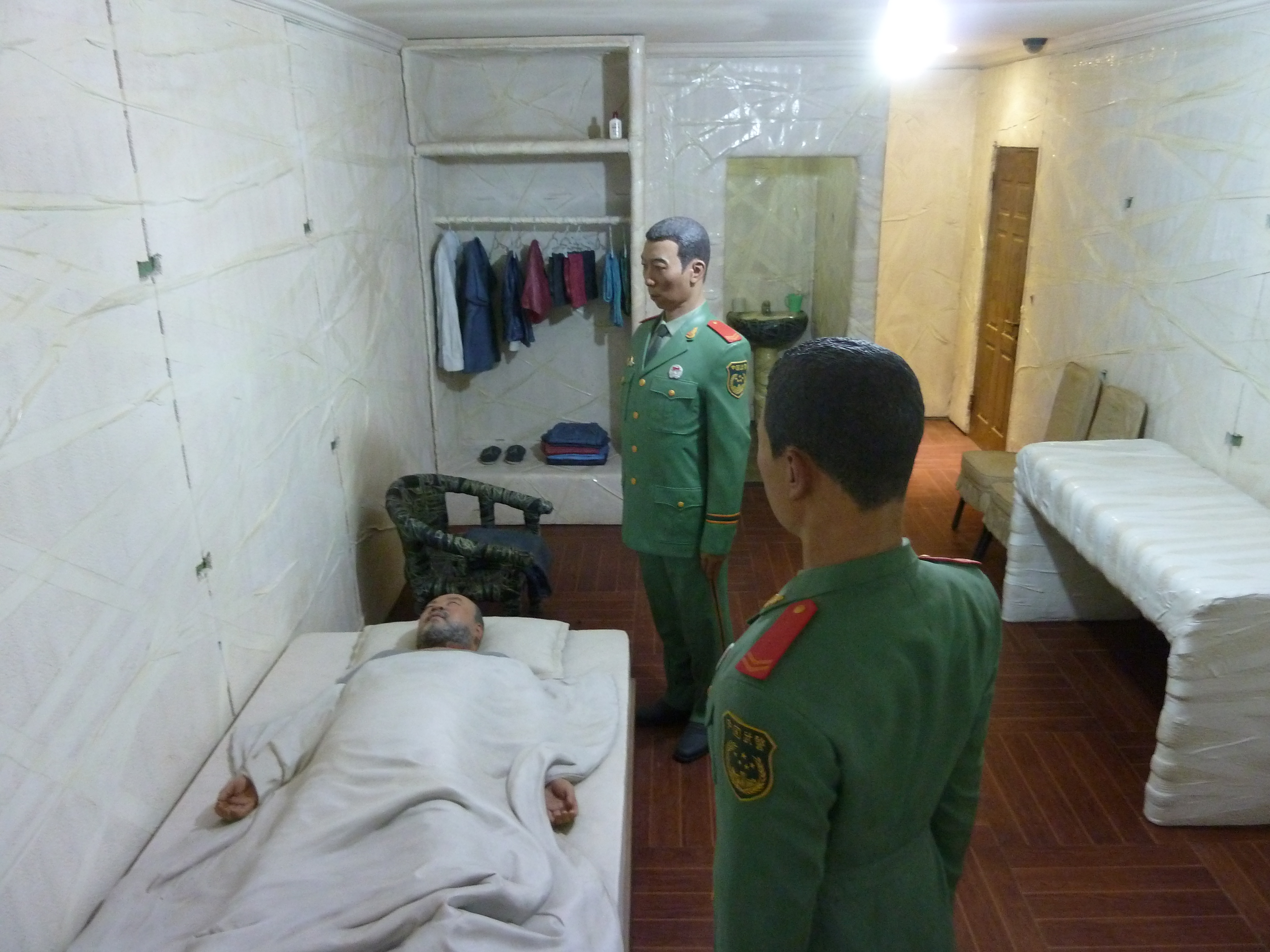
Als Teil der Ausstellung „Sacred“ ausgestelltes Werk von Ai Weiwei, Venedig, 2013

Die Zensur in der Volksrepublik China betrifft auch die Kunstfreiheit. Chinesische Vorschriften, wie beispielsweise das 2020 erlassene „Sicherheitsgesetz für Hongkong“ ermöglichen das juristische Vorgehen im Fall von „Verrat, Sezession, Aufruhr, Subversion gegen die zentrale Volksregierung“. Die Einschränkung der politischen Meinungsfreiheit beinhaltet neben journalistischer Berichterstattung und Literatur auch Kunst sowie Satire. Einige Künstler, wie beispielsweise Kacey Wong, verließen aus Protest gegen die verschärften Gesetze Hongkong.
Der chinesische Künstler Ai Weiwei verließ sein Heimatland 2015, nachdem er 2011 ohne Anklage inhaftiert worden war. Bereits 2008 war er bei Recherchen zum politischen Versagen im Kontext mit dem Erdbeben in Sichuan angegriffen und schwer am Kopf verletzt worden. Ai Weiwei greift unter anderem kommunistische Propaganda, Überwachung, Zensur und Emigration künstlerisch auf.
Das internationale Interesse an gesellschaftskritischer, chinesischer Kunst, wie den Arbeiten von Fang Lijun oder Yue Minjun ist ungebrochen.

### Schweiz
Die Kunstfreiheit ist ein von der Bundesverfassung verbrieftes Grundrecht (Art. 21 BV). Die Bestimmung, was unter die Kunstfreiheit fällt, ist schwierig, da sie sich nur schwer von der Meinungsfreiheit abgrenzen lässt. Lehre und Rechtsprechung tun sich damit schwer, weil Kunst kein abschließend definierter Begriff ist, die Definition höchst subjektiv ist. Musik ist zweifelsohne Kunst. Da für die Einschränkung (Art. 36 BV) der Kunstfreiheit dieselben Voraussetzungen gelten, ist die Unterscheidung praktisch kaum von Bedeutung.

## Schutz bedrohter Kunstschaffender
Im Amtsblatt der Europäischen Union wurde 2023 bekannt gegeben, dass die Mitgliedsstaaten Kunstschaffende schützen sollen, die entsprechend der UNESCO-Konvention zum Schutz der kulturellen Vielfalt (von 2007) in ihrem Heimatland in der Ausübung ihrer Meinungsfreiheit bedroht sind. Um Künstler zu unterstützen, die einen wichtigen Beitrag für die Kreativität und Vielfalt ihres Herkunftslandes leisten, jedoch dort in der Ausübung ihrer künstlerischen Tätigkeit eingeschränkt sind und/oder bedroht werden, so sollte ihnen, im Einklang mit geltendem Recht, Schutz (Exil) gewahrt werden.

## Das Kunstrecht in Deutschland

### Geschichtliches
Bereits im späten Kaiserreich wurde um die Kunstfreiheit diskutiert. In der Eröffnungsrede zur Großen Berliner Kunstausstellung 1912 wies Max Schlichting auf die staatliche Rolle hin: „Im Gegensatz zu Privatausstellungen hat eine vom Staat unterstützte Ausstellung die Verpflichtung, alle künstlerische Bestrebungen gleichmäßig zu fördern, und jedem steht ihre Hilfe offen, der sie für seine Person anrufen will.“
Insbesondere in der Zeit des Nationalsozialismus wurde die Kunstfreiheit stark eingeschränkt, zum Beispiel durch die Bücherverbrennung 1933, verschiedenste Verbote für Künstler (Auftrittsverbot, Ausstellungsverbot usw.) oder Herabwürdigung der Künstler und/oder ihrer Werke, zum Beispiel durch NS-Propaganda, nationalsozialistische Amtsträger, NS-Zeitungen oder gleichgeschaltete Zeitungen oder durch die Ausstellungen „Entartete Kunst“.

### Kunstfreiheit in der DDR
Die Verfassung der Deutschen Demokratischen Republik von 1949 schützte in Art. 34 formal die Kunstfreiheit: „Die Kunst, die Wissenschaft und ihre Lehre sind frei.“ Diese Kunstfreiheit stand jedoch nur auf dem Papier. In der Praxis war die Kunst den Vorgaben der Staatspartei SED unterworfen. Neben einem Verbot von Kunstformen, die Kritik an der herrschenden Ordnung ausdrückten, schränkte vor allem die Vorgabe, dass Kunst dem sozialistischen Realismus entsprechen müsse, die Kunstfreiheit massiv ein (siehe hierzu Formalismusstreit).
In der Verfassung von 1968 wurde konsequenterweise die Kunstfreiheit nicht mehr aufgenommen. Art. 18 erwähnt die Kultur nur noch als „sozialistische Kultur“ bzw. „sozialistische Nationalkultur“ und macht so deutlich, dass nur Kunst im Dienste des Sozialismus einen Schutz durch die Verfassung und eine Förderung durch den Staat genoss. Laut Verfassung galt: „Das künstlerische Schaffen beruht auf einer engen Verbindung der Kulturschaffenden mit dem Leben des Volkes“. Welche Kunst diesem Anspruch entsprach, war Entscheidung der Regierung. Eine freie Kulturausübung konnte als zu bekämpfende „imperialistische Unkultur“ definiert werden.

### Schutzbereiche

#### Persönlichkeitsrechte
Die Norm macht keine Angaben zum Kreis der Grundrechtsträger. Daher können sich alle natürlichen Personen auf das Grundrecht berufen. Einschlägige Grundrechtsträger sind in erster Linie Künstler. In Betracht kommen aber auch solche Personen, die die Kunst einem Publikum zugänglich machen, etwa Verleger, Filmproduzenten, Schallplattenhersteller oder Geschäftsführer eines Buchverlags. Juristische Personen können ebenfalls Träger des Grundrechts sein. Darunter fallen auch einige staatliche Einrichtungen, etwa Hochschulen für Kunst oder Musik.

#### Sachliche Aspekte

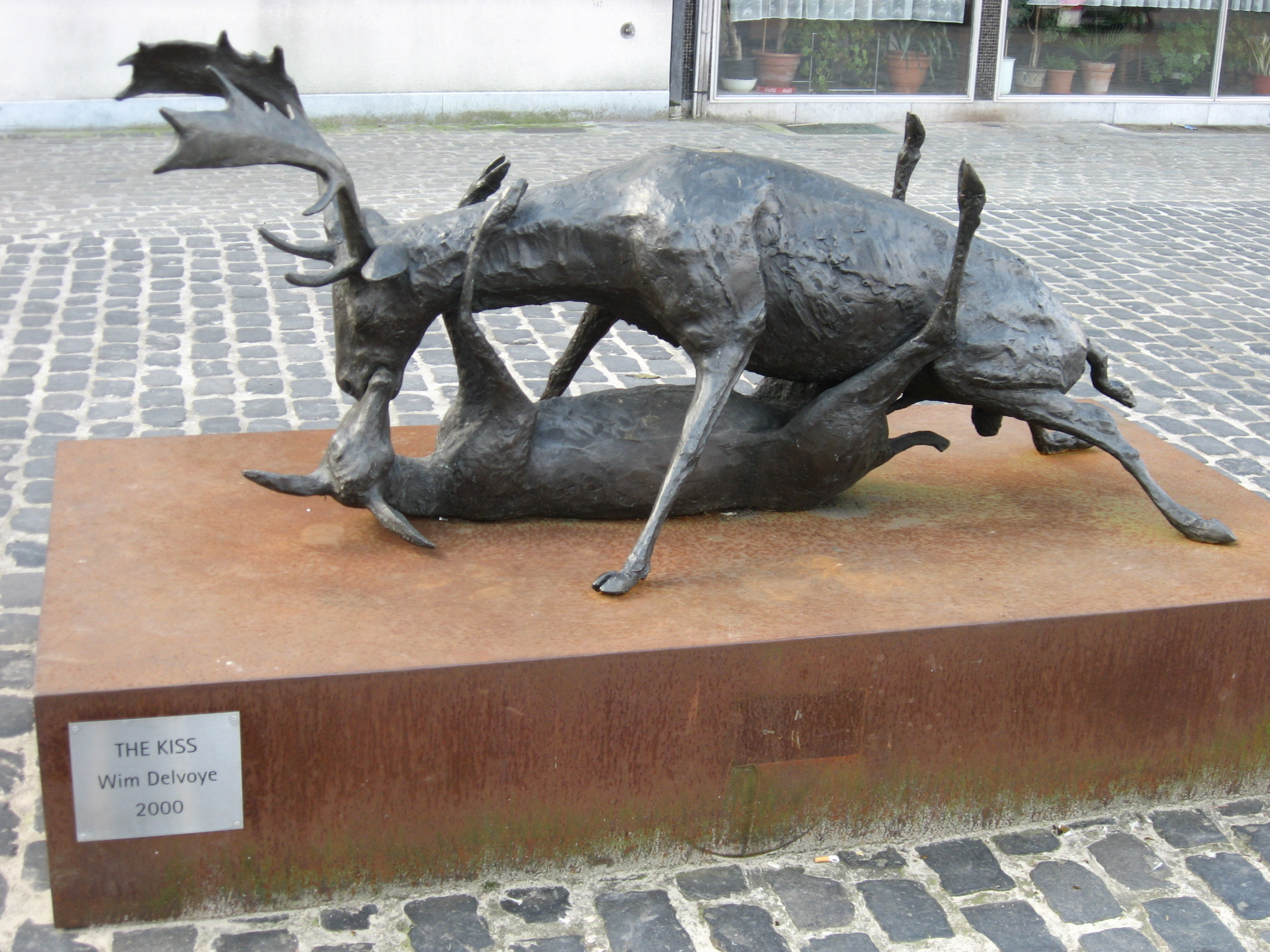
„Der Kuss“ vom belgischen Künstler Wim Delvoye

Das Grundrecht schützt die Freiheit der Kunst. Dies bereitet insofern Schwierigkeiten, als der Begriff der Kunst definiert werden muss, damit er der juristischen Arbeitsweise zugänglich ist. Eine Definition steht jedoch im Konflikt zum Wesen der Kunst, das sich durch eine stetige Weiterentwicklung auszeichnet. Außerdem soll ein staatliches Kunstrichtertum, wie es zur Zeit des Nationalsozialismus bestand, ausgeschlossen sein.
Das Bundesverfassungsgericht sah im Mephisto-Urteil von 1971 als kennzeichnendes Merkmal der Kunst, dass durch freie schöpferische Gestaltung bestimmte Eindrücke, Erfahrungen, und Erlebnisse des Künstlers zum Ausdruck gebracht werden. Diese Definition wird als materieller Kunstbegriff bezeichnet. In späteren Entscheidungen betrachtete das Gericht diese Formel als nicht ausreichend und entwickelte den formalen Kunstbegriff. Dieser bestimmt Kunstwerke nach ihrem Werktyp. Kunst nach dem formalen Kunstbegriff liegt vor, wenn ein Werk einer kunsttypischen Gattung zugerechnet werden kann, beispielsweise Wort, Text oder darstellendem Spiel. Abschließend handelt es sich bei einem Werk nach dem offenen Kunstbegriff um Kunst, wenn es von Betrachtern fortwährend auf verschiedene Weise interpretiert werden kann und sich immer neuen Deutungsmöglichkeiten erschließt.
Der Schutzbereich der Kunstfreiheit umfasst zwei Felder, den Werk- und den Wirkbereich. Ersterer umfasst die künstlerische Arbeit, also das Herstellen eines Kunstwerks. In den letzteren Bereich fällt jedes Verhalten, das dazu dient, den Inhalt eines Kunstwerks einem Publikum zugänglich zu machen, da Kunst als Kommunikationsgrundrecht auf die Öffentlichkeit bezogen und daher auf Wahrnehmung in der Öffentlichkeit angewiesen ist. Nicht geschützt wird dagegen das Erzielen von Einnahmen mithilfe eines Kunstwerks. Eine Ausnahme ergibt sich, wenn der finanzielle Aspekt für die Ausübung des Grundrechts der Kunstfreiheit maßgeblich ist. Unter dem Schutz der Kunstfreiheit steht aber die Werbung für ein Kunstwerk. Nach einer Entscheidung des Bundesverfassungsgerichts muss die Werbung nicht selbst künstlerischen Ansprüchen genügen, die Kunstfreiheit kann hier unabhängig von der Gestaltung wahrgenommen werden.
Die Reichweite der Kunstfreiheit erstreckt sich von vornherein nicht auf die eigenmächtige Inanspruchnahme oder Beeinträchtigung fremden Eigentums zum Zwecke der künstlerischen Entfaltung.

#### Objektivrechtliche Dimension
Neben der Funktion als subjektives Abwehrrecht enthält die Kunstfreiheit auch eine objektive Wertentscheidung des Gesetzgebers, die den Staat zur Förderung der Kunst verpflichtet. Hierbei besitzt er aber einen weiten Entscheidungs- und Gestaltungsspielraum.

### Eingriffe und deren verfassungsrechtliche Rechtfertigung
Die Kunstfreiheit enthält das Verbot, auf Methoden, Inhalte und Tendenzen der künstlerischen Tätigkeiten einzuwirken, insbesondere den künstlerischen Gestaltungsraum einzuengen oder allgemeinverbindliche Regelungen für diesen Schaffungsprozess vorzuschreiben. Ebenfalls Eingriffscharakter besitzen Behinderungen im Wirkbereich der Kunstfreiheit. Keinen Eingriffscharakter besitzt das Fördern einzelner Kunstrichtungen, dabei kann jedoch bei einer merklichen Ungleichbehandlung unter den Künstlern ein Verstoß gegen das allgemeine Gleichheitsgrundrecht aus Art. 3 Absatz 1 GG vorliegen.
Eingriffe in die Kunstfreiheit bedürfen der verfassungsrechtlichen Rechtfertigung. Damit ein Eingriff rechtmäßig ist, muss er bestimmten Anforderungen genügen.
Zunächst muss das Grundrecht einschränkbar sein, damit in seinen Gehalt eingegriffen werden darf. Ein Kennzeichen der Kunstfreiheit ist, dass sie verfassungsrechtlich vorbehaltlos gewährleistet ist. Im Gegensatz zu einigen anderen Grundrechten sieht das Grundgesetz für sie keinen ausdrücklichen Gesetzesvorbehalt vor. Eine Anwendung des qualifizierten Gesetzesvorbehalts des Art. 5 Absatz 2 GG, wie sie vereinzelt vorgeschlagen wurde, kommt nicht in Betracht. Ebenso wenig anwendbar sind die Schranken des Art. 2 Absatz 1 GG. Jedoch bejaht das Bundesverfassungsgericht die Möglichkeit, auch die Kunstfreiheit einzuschränken. Es sieht das Grundrecht als beschränkbar durch kollidierendes Verfassungsrecht. Diese Einschränkung muss auf Grundlage eines Gesetzes erfolgen.
Als Schranke kommt das allgemeine Persönlichkeitsrecht in Betracht. Dieses findet beispielsweise Ausdruck durch die Vorschriften zum Schutz der persönlichen Ehre, die etwa verunglimpfende Abbildungen unter Strafe stellen. Ebenfalls finden sich im Jugendschutzgesetz Schranken für jugendgefährdende Kunst, beispielsweise das Verbot pornografischer Romane. Ebenfalls beschränkend wirken die Vorschriften zum Schutz von Staatssymbolen, etwa der Bundesflagge. Diese müssen nach Ansicht des Bundesverfassungsgerichts restriktiv ausgelegt werden, um die Ausdrucksform der politischen Satire nicht zu beschneiden.
Weiterhin muss der Eingriff verhältnismäßig sein. Dies bedeutet ein Verbot, den Grundrechtsträger zu stark zu benachteiligen. Das Bundesverfassungsgericht vertritt hierbei die Theorie von der Wechselwirkung. Diese besagt, dass Gesetze, die die Kunstfreiheit beschränken, ihrerseits im Lichte der Kunstfreiheit auszulegen sind. Dies bedeutet, wenn die Kunstfreiheit einer Person aufgrund eines Gesetzes eingeschränkt wird, muss entweder der Gesetzgeber oder das Gericht eine sorgfältige Abwägung zwischen der Kunstfreiheit und dem gesetzlich geschützten widerstreitenden Verfassungsgut vornehmen. Daraus folgt, dass die Kunstfreiheit als besonders geschütztes Grundrecht nur durch besonders bedeutende Gründe eingeschränkt werden darf. Bei der Kollision der Kunstfreiheit mit Grundrechten anderer Bürger wie der Eigentumsgarantie erfordert die praktische Konkordanz ebenfalls eine Güterabwägung.
Das Zitiergebot des Art. 19 Absatz 1 Satz 2 GG findet auf die Kunstfreiheit keine Anwendung, da das Grundrecht keinen expliziten Gesetzesvorbehalt besitzt.

## Grenzen der Kunstfreiheit

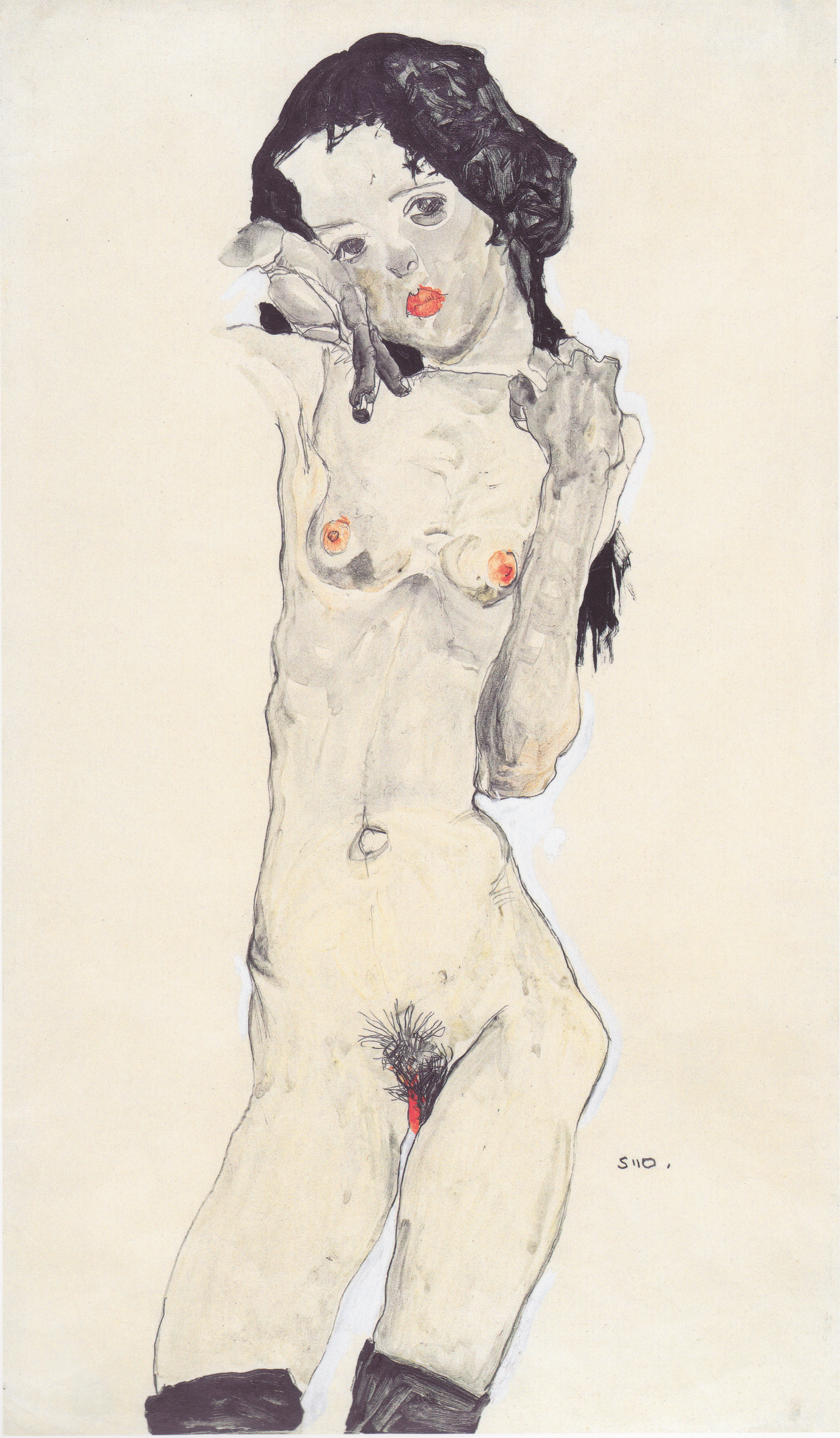
Egon Schieles „Schwarzhaariger Mädchenakt“ von 1910

Die Vorstellung von künstlerischer Freiheit variiert, je nach Staat und Gesetzgebung. Holocaustleugnung ist sowohl in Deutschland als auch in Frankreich ein Strafbestand, während entsprechende Äußerungen in den USA nicht gesetzlich verboten sind. Dafür ist es in den USA weder möglich noch üblich, religiöse Minderheiten anzugreifen.
Das politische System beeinflusst die Grenzen der künstlerischen Freiheit, so arbeitete die nationalsozialistische Diktatur beispielsweise gezielt mit dem Begriff „Entartete Kunst“, um Werke aus Expressionismus, Dadaismus, Neue Sachlichkeit, Surrealismus, Kubismus oder Fauvismus als entartet verbieten zu können.

## Beispiele für Kontroversen und Indizierungen
Allgemein als umstritten gelten zahlreiche optische und literarische Darstellungen von Inzest, sexuellem Missbrauch, Kinderpornografie, diversen Paraphilien (z. B. Pädophilie und Nekrophilie), Tötung (u. a. Matrizid, Patrizid und Kannibalismus), was sich auf deren kommerziellen Vertrieb sowie den Tausch, die kostenfreie Verbreitung und/oder öffentliche Zurschaustellung auswirkt.
Eine Indizierung wird in Deutschland insbesondere dann verhängt, wenn Medien, Pornografie mit Kindern, Jugendlichen und/oder Tieren, Gewaltpornografie oder das Nahelegen von selbstschädigendem Verhalten. Außerdem verboten beziehungsweise nicht legal verkäuflich sind Werke, welche Menschengruppen diskriminieren, nationalsozialistisches Gedankengut verbreiten oder „Anreize zu Rassenhass“ enthalten.
- Kunst: Darstellungen unbekleideter Minderjähriger, wie z. B. Egon Schiele, Paul Gauguin
- Satire: Mohammed-Karikaturen (siehe auch Anschlag auf Charlie Hebdo)
- Literatur: z. B. Michel Houellebecq (u. a. Elementarteilchen), Charlotte Roche (Feuchtgebiete) Till Lindemann (z. B. In stillen Nächten, sowie diverse Songtexte)
- Film: Indizierungen unter anderem in den Bereichen Pornografie und Gewaltdarstellung
- Musik: Beispiele für Alben und Songtexte, die in Deutschland auf dem Index stehen (z. B. Die Ärzte: Ab 18, Atari Teenage Riot: The Future of War, Sido: Maske, Slayer: Divine Intervention)[57][58]
- Sonstiges: Zurschaustellung menschlicher Überreste in Museen und Sammlungen (einschließlich Mumien und Moorleichen), aber auch plastinierte Körper und Körperteile außerhalb anatomischer Sammlungen (siehe hierzu: Körperwelten)[59]